# Totally Killer
Totally Killer (bra: Dezesseis Facadas; prt: Totally Killer) é um filme estadunidense de 2023, dos gêneros comédia de terror slasher e ficção científica, dirigido por Nahnatchka Khan, estrelado por Kiernan Shipka, Olivia Holt e Julie Bowen, e coestrelado por Charlie Gillespie, Lochlyn Munro e Randall Park.
A trama retrata a história de uma adolescente que viaja no tempo e tenta impedir que um infame assassino em série mate suas vítimas.
A pré-estreia aconteceu no Fantastic Fest, um festival anual de cinema no Texas, em 28 de setembro de 2023. O filme foi lançado mundialmente em 6 de outubro de 2023 na Amazon Prime Video.

## Enredo
Na pequena cidade de Vernon, nos dias 27, 29 e 31 de outubro de 1987, três adolescentes foram mortas pelo Assassino das Dezesseis Facadas. Tiffany Clark (Liana Liberato), Marisa Song (Stephi Chin-Salvo) e Heather Hernández (Anna Diaz) foram assassinadas nas noites de seus aniversários de 16 anos, todas esfaqueadas 16 vezes.
35 anos depois, a adolescente Jamie Hughes (Kiernan Shipka) vai a um show com sua amiga Amelia (Kelcey Mawema) na noite de Dia das Bruxas, enquanto sua mãe, Pam (Julie Bowen), fica em casa. Pam, antiga amiga das três vítimas, está distribuindo doces quando é atacada pelo Assassino das Dezesseis Facadas, que a esfaqueia até a morte. Enquanto Jamie lamenta a perda de sua mãe, ela e Amelia trabalham juntas para concluir uma máquina do tempo que Amelia criou para um projeto escolar. Nesse momento, o repórter Chris Dubasage (Jonathan Potts) se aproxima de Jamie e revela que Pam havia recebido uma nota do assassino, que ela manteve em segredo: "Você é a próxima, um dia".
À noite, Jamie é perseguida pelo assassino e se esconde na máquina do tempo, que é ativada e a envia de volta para 1987. No passado, Jamie percebe que pode salvar sua mãe se conseguir interromper a onda de crimes do Assassino das Dezesseis Facadas. Disfarçada de estudante intercambista do Canadá, ela descobre que Pam (Olivia Holt) e suas amigas eram malvistas na cidade por praticarem bullying com os outros. Jamie convence Lauren (Troy L. Johnson), a mãe de Amelia, e Doug (Nathaniel Appiah), um adolescente que é o atual diretor de sua escola, a ajudá-la. Apesar de se infiltrar em uma festa organizada por Tiffany, Jamie não consegue evitar o assassinato dela. Aproveitando o trauma causado pelo acontecimento, Jamie se aproxima de Pam e se integra ao grupo, persuadindo-os a viajar no fim de semana. No entanto, essa estratégia falha quando eles acabam indo para a cabana onde Marisa foi morta na linha do tempo original. Enquanto Jamie tenta proteger Marisa, Heather é assassinada no lugar dela, alterando a história.
Na noite de Dia das Bruxas, o grupo se reúne novamente no parque de diversões, enquanto Lauren transforma uma atração popular em uma máquina do tempo improvisada para Jamie retornar ao futuro. No presente, Chris ajuda Amelia a consertar a máquina do tempo deles, percebendo que a linha do tempo está mudando. O grupo atrai o assassino para uma casa assombrada, onde ele os ataca, mas acaba sendo empalado por Kara (Ella Choi), a futura xerife da cidade, com uma foice. Doug é revelado como o assassino, buscando vingança pela morte de sua namorada Trish. Marisa revela que ela, Tiffany e Heather embriagaram Trish e a deixaram dirigir para casa, resultando em um acidente fatal; Pam, no entanto, não estava presente. Enquanto Jamie se pergunta por que sua mãe recebeu a nota, um segundo assassino aparece e corta a garganta de Marisa.
O segundo assassino persegue Jamie, matando o pai de Chris (Nicholas Lloyd) no caminho. Eles se enfrentam na nova máquina do tempo, que é ativada, revelando o assassino como sendo o Chris do presente. Embora Doug fosse o assassino original, Chris matou Pam e falsificou a nota para criar mais conteúdo para seu podcast. Os dois lutam, e Jamie chuta Chris para dentro da máquina giratória, matando-o.
Ao retornar ao presente, Jamie descobre que Pam ainda está viva. No entanto, sua intervenção no passado resultou em um futuro alternativo: sua mãe e seu pai, Blake Hughes (Lochlyn Munro), ficaram juntos mais cedo do que originalmente, e ela agora tem um irmão mais velho chamado Jamie, enquanto seu nome é Colette. Lauren (Kimberly Huie) então lhe entrega um caderno detalhando todas as mudanças causadas por sua intervenção: Lauren e Pam se tornaram melhores amigas; seu novo irmão tem um marido e uma filha de três anos; Randy (Tommy Europe), seu antigo treinador, agora é o diretor da escola; Damon, o zelador, fundou uma empresa de videogames e uma associação anti-bullying em homenagem à sua irmã, Trish; e Chris, traumatizado por ver seu pai ser assassinado por seu eu alternativo, viajou para um monastério na Índia para se tornar monge, embora Lauren continue acompanhando-o, por precaução.

## Elenco
- Kiernan Shipka como Jamie Hughes / Colette Hughes
- Olivia Holt como Pam Miller (adolescente)
  - Julie Bowen como Pam Hughes (adulta)
- Charlie Gillespie como Blake Hughes (adolescente)
  - Lochlyn Munro como Blake Hughes (adulto)
- Randall Park como Xerife Dennis Lim
- Troy L. Johnson como Lauren Creston (adolescente)
  - Kimberly Huie como Lauren Creston (adulta)
- Liana Liberato como Tiffany Clark
- Kelcey Mawema como Amelia Creston
- Stephi Chin-Salvo como Marisa Song
- Anna Diaz como Heather Hernández
- Ella Choi como Kara Lim (adolescente)
  - Patti Kim como Xerife Kara Lim (adulta)
- Jeremy Monn-Djasgnar como Randy Finkle (adolescente)
  - Tommy Europe como Randy Finkle (adulto)
- Nathaniel Appiah como Doug Summers (adolescente)
  - Conrad Coates como Doug Summers (adulto)
- Nicholas Lloyd como Chris Dubasage (adolescente)
  - Jonathan Potts como Chris Dubasage (adulto)
- Zach Gibson como Lurch (adolescente)
  - Brendan O'Brien como Lurch (adulto)
- Amy Goodmurphy como Treinadora Zane
- Andy Thompson como Sr. Parr

## Produção
Em maio de 2022, a Amazon Studios e a Blumhouse Productions anunciaram a pré-produção de Totally Killer, dirigido por Nahnatchka Khan, e escrito por David Matalon, Sasha Perl-Raver e Jen D'Angelo. Kiernan Shipka, Olivia Holt, Julie Bowen e Randall Park foram escalados para os papéis principais. O filme foi produzido por Jason Blum, sob sua produtora Blumhouse Productions; e Adam Hendricks e Greg Gilreath, sob sua produtora Divide/Conquer.
As filmagens do filme ocorreram de 12 de maio a 23 de junho de 2022 em Vancouver, Colúmbia Britânica.

## Lançamento
"Totally Killer" estreou no Fantastic Fest em 28 de setembro de 2023, e foi lançado mundialmente na Amazon Prime Video em 6 de outubro de 2023.

## Recepção
Christy Lemire, escrevendo para a RogerEbert.com, deu ao filme 3/4 estrelas. Ela chamou o filme de "uma comédia de peixe fora d'água cheia de frases divertidas combinadas com ficção científica de viagem no tempo que até faz sentido". Michael Nordine, para a revista Variety, escreveu: "Ao tentar quebrar a tensão com humor, muitos filmes de terror minam seus riscos emocionais ao serem simplistas, uma armadilha que Totally Killer consegue evitar". Matthew Jackson, para o jornal The A.V. Club, deu ao filme uma nota B, dizendo que ele "não é necessariamente um novo clássico do slasher, mas é o tipo de filme que os devotos do terror podem relaxar e desfrutar em uma aconchegante noite de sexta-feira de outubro, e isso é uma conquista particular por si só".
Tatat Bunnag, para o jornal Bangkok Post, disse que a diretora Nahnatchka Khan "captura com sucesso a atmosfera vibrante e as cores fluorescentes dos anos 80, ao mesmo tempo em que destaca habilmente as atitudes e comportamentos problemáticos daquela época quando vistos através das lentes de hoje". Abhishek Srivastava, para o jornal The Times of India, deu ao filme 3/5 estrelas, chamando-o de "semelhante a um prazer secreto; embora possa facilmente ser classificado como um filme slasher tipo B no geral, uma vez que você vê o produto final na tela, de alguma forma você se diverte com ele".
Benjamin Lee, para o jornal The Guardian, deu ao filme 2/5 estrelas, escrevendo: "Sua trama slasher com viagem no tempo pega elementos de tudo e depende do entusiasmo em vez da inovação para nos manter entretidos, uma aposta que só funciona em momentos curtos". Brandon Yu, para o jornal The New York Times, escreveu: "Sua ambientação nostálgica dos anos 80 é carente de cor e vida, e seus elementos de slasher carecem do impacto coreográfico ou cinematográfico para provocar qualquer terror, ou até mesmo tensão". Dominic Baez, para o The Seattle Times, deu 1,5/4 estrelas ao filme, dizendo que ele "quer fazer piada às custas de seu material de origem, mas tudo o que consegue é fazer você querer assistir aos clássicos em vez dele".
No Rotten Tomatoes, site agregador de críticas, 87% das 106 críticas do filme são positivas, com uma classificação média de 6,5/10. O consenso do site diz: "Totally Killer pode não tirar proveito máximo de seu conceito promissor, mas essa mescla de terror e ficção científica sobre viagem no tempo ainda é agradável no geral". O Metacritic, que utiliza uma média ponderada, atribuiu ao filme 62/100 pontos baseados em 17 críticas, indicando críticas "geralmente favoráveis".